# Nachal Barkos
Nachal Barkos (hebrejsky: נחל ברקוס) je vádí na pomezí pahorkatiny Šefela a pobřežní nížiny v Izraeli.
Začíná v nadmořské výšce přes 150 metrů severovýchodně od obce Nachla v lokalitě Be'er Barkos (באר ברקוס), v řídce zalidněné turisticky využívané krajině. Směřuje pak k západu a k severu zemědělsky využívanou mírně zvlněnou krajinou, přičemž podchází těleso dálnice číslo 6 a železniční trati Tel Aviv-Beerševa. Od východu přijímá vádí Nachal Chanuna a mění směr k severozápadu. Zde u vesnice Kedma ústí zleva do toku Nachal ha-Ela.